# Saint-Polgues
Saint-Polgues ist eine französische Gemeinde  mit 275 Einwohnern (Stand: 1. Januar 2022) im Département Loire in der Region Auvergne-Rhône-Alpes (vor 2016 Rhône-Alpes). Saint-Polgues gehört zum Arrondissement Roanne und zum Kanton Boën-sur-Lignon. Die Einwohner werden Saint-Polguais genannt.

## Geographie
Saint-Polgues liegt 85 Kilometer westnordwestlich von Lyon. Umgeben wird Saint-Polgues von den Nachbargemeinden Bully im Norden und Nordosten, Vézelin-sur-Loire mit Dancé im Osten und Südosten, Souternon im Süden sowie Cremeaux im Westen.

## Bevölkerungsentwicklung
| Jahr                       | 1962 | 1968 | 1975 | 1982 | 1990 | 1999 | 2006 | 2017 |
| Einwohner                  | 204  | 196  | 191  | 197  | 182  | 194  | 220  | 259  |
| Quellen: Cassini und INSEE |      |      |      |      |      |      |      |      |

## Sehenswürdigkeiten
- Kirche Saint-Pierre
- mittelalterliche Burg